# کنفرانس رایانه، آزادی و حریم خصوصی
کنفرانس رایانه، آزادی و حریم خصوصی (به انگلیسی: Computers, Freedom and Privacy Conference؛ به اختصار CFP) یک کنفرانس دانشگاهی سالانه است که در ایالات متحده یا کانادا در مورد تلاقی فناوری رایانه، آزادی و مسائل مربوط به حریم خصوصی برگزار می‌شود. این کنفرانس اولین بار در سال ۱۹۹۱ در برلینگیم، کالیفرنیا برگزار شد و حداقل از سال ۱۹۹۹، تحت نظارت انجمن ماشین‌های حسابگر سازماندهی شده است. این کنفرانس در ابتدا توسط CPSR حمایت مالی می‌شد.
شرکت‌کنندگان این کنفرانس شامل مقامات عالی‌رتبهٔ دولتی، مدافعان مردمی و برنامه‌ریزان هستند.

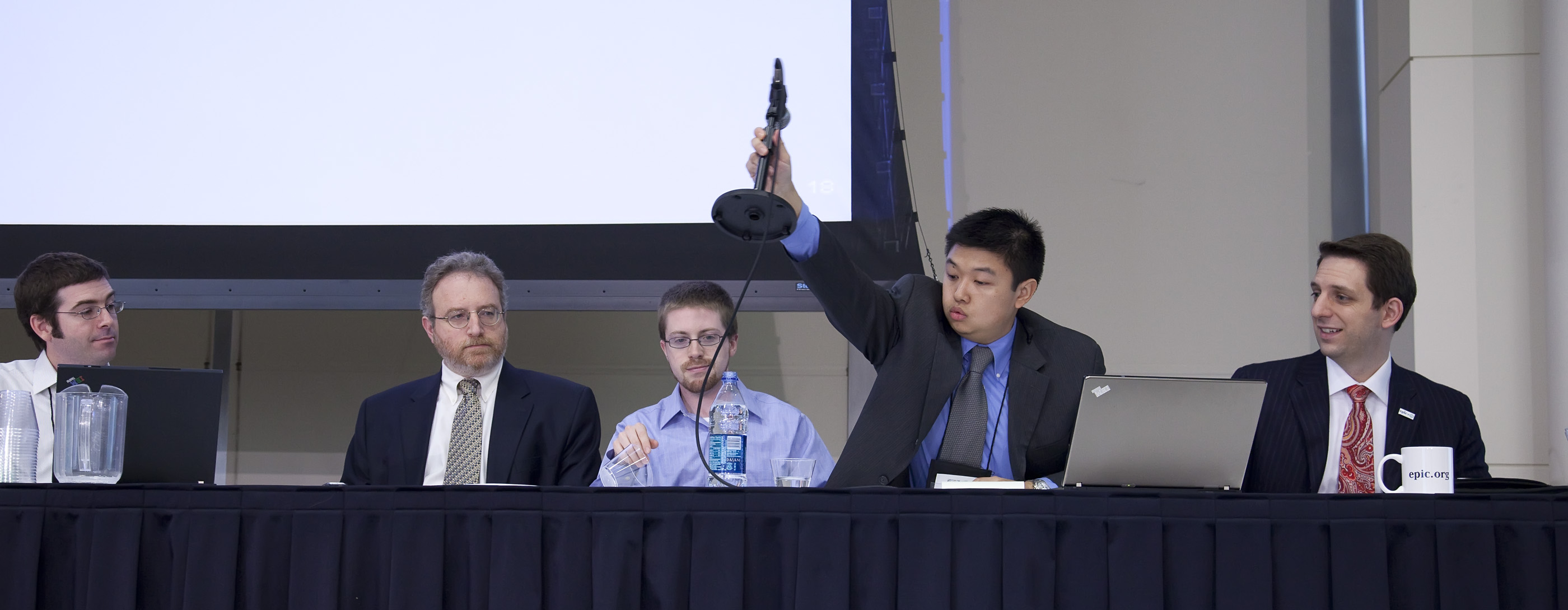
اعضای پنل در کنفرانس ۲۰۰۹

اولین مراسم سالانهٔ اهدای جوایز برادر بزرگ ایالات متحده در CFP99 در روز چهارشنبه ۷ آوریل ۱۹۹۹، پنجاهمین سالگرد انتشار کتاب ۱۹۸۴ اثر جورج اورول، برگزار شد. این جوایز توسط سازمان بین‌المللی حریم خصوصی مستقر در لندن به منظور تقدیر از «دولت و سازمان‌های بخش خصوصی که بیشترین تلاش را برای تجاوز به حریم خصوصی شخصی در ایالات متحده انجام داده‌اند» اهدا شد. سایمون دیویس، مدیر عامل سازمان بین‌المللی حریم خصوصی، جوایز اورول را اهدا کرد. پنج دسته جایزه وجود داشت: بزرگ‌ترین متجاوز شرکتی، تهدید مادام‌العمر، تهاجمی‌ترین برنامه، انتخاب مردم و بدترین مقام دولتی.